# François Fournier-Sarlovèze
François Fournier-Sarlovèze nascido em Sarlat a 28 de abril de 1772 e falecido em Paris a 18 de janeiro de 1827, foi um general do Império Francês.